# Мелле (провінція Кунео)
Мелле (італ. Melle, п'єм. Ël Mél) — муніципалітет в Італії, у регіоні П'ємонт,  провінція Кунео.
Мелле розташоване на відстані близько 520 км на північний захід від Рима, 65 км на південний захід від Турина, 28 км на північний захід від Кунео.
Населення — 306 осіб (2014).
Щорічний фестиваль відбувається 11 серпня. Покровитель — San Lazzaro.

## Демографія
Населення за роками:

Станом на 1 січня 2023 року в муніципалітеті офіційно проживало 17 іноземців з 8 країн, серед них 4 громадяни країн Євросоюзу.

## Сусідні муніципалітети
- Броссаско
- Картіньяно
- Фрассіно
- Роккабруна
- Сан-Дам'яно-Макра
- Вальмала